# 政体
政体（せいたい、英語: polity）は、政治体制または政治体（政治組織）の意味で使用されている。当記事では各意味について記載する。

## 政治体制
国家などの組織における、政治体制、統治形態。支配者が誰かに着目した統治の形態。
政体の上に国体という概念を置き、主権者が誰かを指す概念として国体を用いて、政体をより細かな統治の形態とする場合もある。
かつて、古代ギリシアのアリストテレスが政体を君主政、貴族政、民主政の3つに分類したものが有名である。ポリュビオスは、これら3つの政体が堕落することでそれぞれ専制、寡頭政、衆愚政になり、ついには別の政体に移行するという政体循環論を唱え、各政体の要素をあわせた共和政ローマの混合政体を最上とした。
また、モンテスキューなどの18世紀の社会思想家は、アリストテレスとポリュビオスの説をふまえ、様々な組み合わせで政体の特徴と長短を論じた。

## 政治体（政治組織）
これは、国家の要件を満たさないものも含めた広義の政治体を指す。最も広義の政党体（政治団体）。法学や政治学が定義する国家の要件を満たさないものを含め、一定領域に政治支配を及ぼすものをすべて含める。
主権を持たない地方自治体や従属国・保護国、領土によらず交易を統制する港市、統治を及ぼさず儀礼的な服従関係を結ぶ古代的王国が、国家以外の政体の例である。
この意味での政体は、20世紀には都市の政治と国家の政治を意識的に横断して扱ったロバート・ダールらに用いられた。その後、国家論を歴史に用いようとする試みが、固く強いまとまりを持つ国家とは異なる、緩い結びつきしかない「国家にあたるはずだが国家の定義にはあてはまらない何か」を発見させるに至り、政体というより広い語がとりあげられるようになった。
さらに1990年代には、EUの出現により、現代政治の分析においても国家を自明の政治単位とすることができなくなり、政体という語の使用頻度が増した。